# Isola Dovarese
Isola Dovarese é uma comuna italiana da região da Lombardia, província de Cremona, com cerca de 1.241 habitantes. Estende-se por uma área de 9 km², tendo uma densidade populacional de 138 hab/km². Faz fronteira com Canneto sull'Oglio (MN), Casalromano (MN), Drizzona, Pessina Cremonese, Torre de' Picenardi, Volongo.

## Demografia
| Variação demográfica do município entre 1861 e 2011                               |
|                                                                                   |
| Fonte: Istituto Nazionale di Statistica (ISTAT) - Elaboração gráfica da Wikipedia |